# Скалов, Давид Эммануилович
Дави́д Эммануи́лович Ска́лов (настоящая фамилия Крицман; 28 мая 1894, Кишинёв, Бессарабская губерния — 31 мая 1938, Москва) — советский военный и политический деятель, дипломат.

## Биография
Родился в 1894 году в Кишинёве, был старшим ребёнком в семье Менделя Моисеевича Крицмана и Суры Кац. В пятнадцатилетнем возрасте был исключён из гимназии за распространение нелегальной литературы. Учился на юридическом факультете Императорского Новороссийского университета в Одессе, в 1915—1916 годах — на фронте, участвовал в боях на Юго-Западном фронте в составе II Финляндской дивизии, в 1916 году был демобилизован по ранению. По демобилизации продолжил учёбу в Одесском международном институте.
В 1918 году вступил в ВКП(б) и Красную Армию. В мае 1919 года назначен комиссаром Особой Бессарабской стрелковой дивизии 3-й Украинской армии, в 1919—1920 годах — военком 1-й Тульской, затем 48-й стрелковой дивизий. После окончания военных действий служил начальником военно-учебных заведений Приволжского и Приуральского военных округов. Демобилизовавшись в 1922 году, был назначен 
помощником Главного военного прокурора, с 1923 года — начальник Главного управления милиции НКВД РСФСР. 27 января 1924 года руководил охраной порядка на похоронах В. И. Ленина.
В 1924—1925 годах — заведующий подотделом в отделении печати ЦК РКП(б) и сектором периодических и подписных изданий Госиздата. Возглавлял общество «Прочь руки румынских захватчиков от Бессарабии», был первым главным редактором печатного органа этого общества «Бюллетень» (позже — «Красная Бессарабия»).
В 1926—1928 годах — заместитель полпреда СССР в Литве (Каунас), в 1928—1930 годах — уполномоченный Наркоминдела при Совнаркоме Туркменской ССР (Ашхабад), в 1930—1931 годах — генеральный консул СССР в Мешхеде (Персия).
С 1932 года — заместитель заведующего Книготорговым объединением ОГИЗа, затем старший консультант в Народном комиссариате путей сообщения. Арестован 5 марта 1938 года по обвинению в шпионаже в пользу Румынии; расстрелян 31 мая 1938 года на полигоне Бутово в Москве (реабилитирован в 1956 году).
7 февраля 2016 года в Москве на фасаде дома 5 по Долгоруковской улице (б. Каляевская) был установлен мемориальный знак «Последний адрес» Давида Эммануиловича Скалова.

## Семья
- Жена — Вера Аркадьевна Малишевская-Скалова (1904—1975)[4].
  - Сын — Александр Давыдович Скалов (1924—?), участник ВОВ, инженер и изобретатель в области железнодорожного транспорта[5].